# Pioniervegetatie

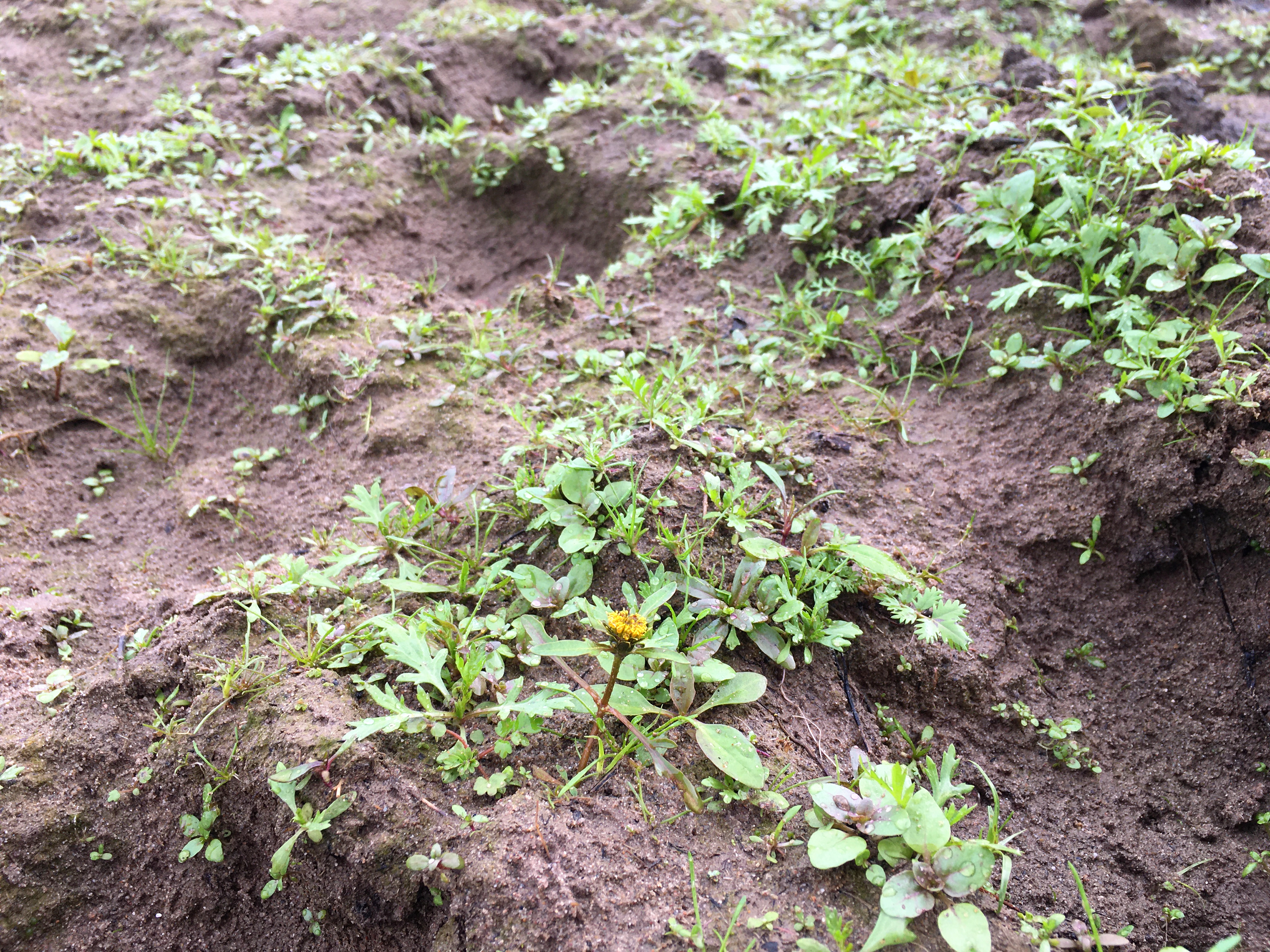
Pioniervegetatie van de slijkgroen-associatie (Eleocharito-Limoselletum)

Pioniervegetatie is vegetatie bestaande uit pionierplantensoorten die zich vestigen op een onbegroeid terrein. In theorie staat een pioniervegetatie aan het begin van een serie vegetatietypen die elkaar opvolgen als gevolg van successie wanneer de desbetreffende abiotische, biotische en antropogene factoren die van kracht zijn dit toelaten. Een pioniervegetatie vormt het tegenovergestelde van een climaxvegetatie.

## Efemere pioniervegetatie
Veel pioniervegetatie is onderhevig en tegelijkertijd afhankelijk van milieufactoren die de successie helemaal terugzetten, waarna doorgaans de ontwikkeling van de pioniervegetatie weer helemaal opnieuw begint. Deze pioniervegetatie noemt men efemere pioniervegetatie. In de gematigde streken zijn dit vaak seizoensgebonden pioniergemeenschappen die elk jaar opnieuw ontstaan. Voorbeelden van efemere pioniervegetatie vindt men in de klasse van akkergemeenschappen (Stellarietea mediae), tandzaad-klasse (Bidentetea) en smaragdsteeltjes-klasse (Psoretea decipientis).

## Permanente pioniervegetatie
Niet alle pioniergemeenschappen kunnen of zullen zich ontwikkelen naar volgende successiestadia; soms is een pioniervegetatie ook al de climaxvegetatie. In zulke gevallen is er sprake van een pionierclimax; zulke pioniervegetatie noemt men permanente pioniervegetatie. Dit type pioniervegetatie kan de potentieel natuurlijke vegetatie (PNV) van relatief grote oppervlakten beslaan. Permanente pioniervegetatie komt voor op standplaatsen waar permanent extreme milieufactoren van kracht zijn. Voorbeelden van permanente pioniervegetatie vindt men in de zeegras-klasse (Zosteretea) en de ruppia-klasse (Ruppietea).

## Fotogalerij

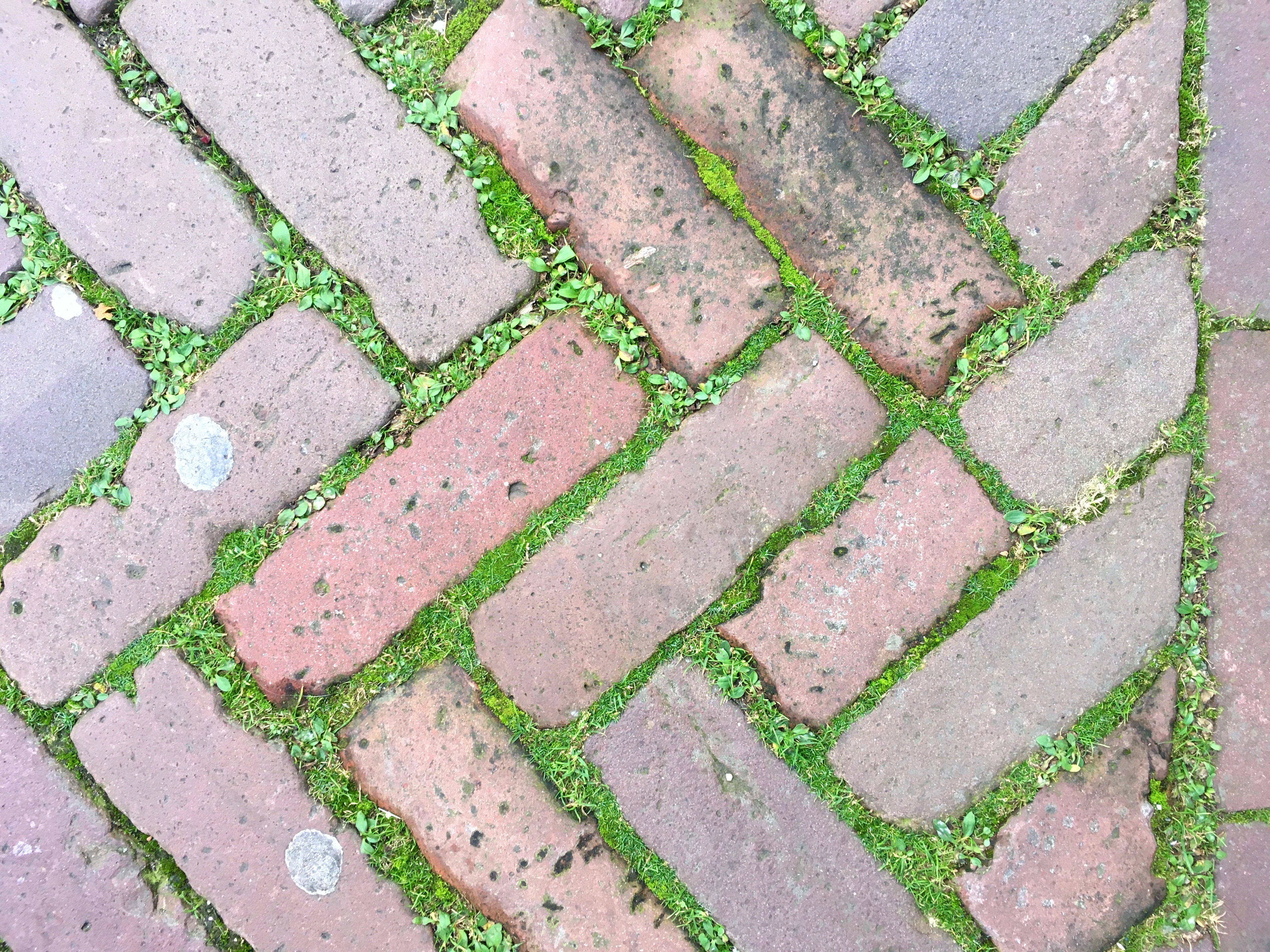
Associatie van vetmuur en zilvermos
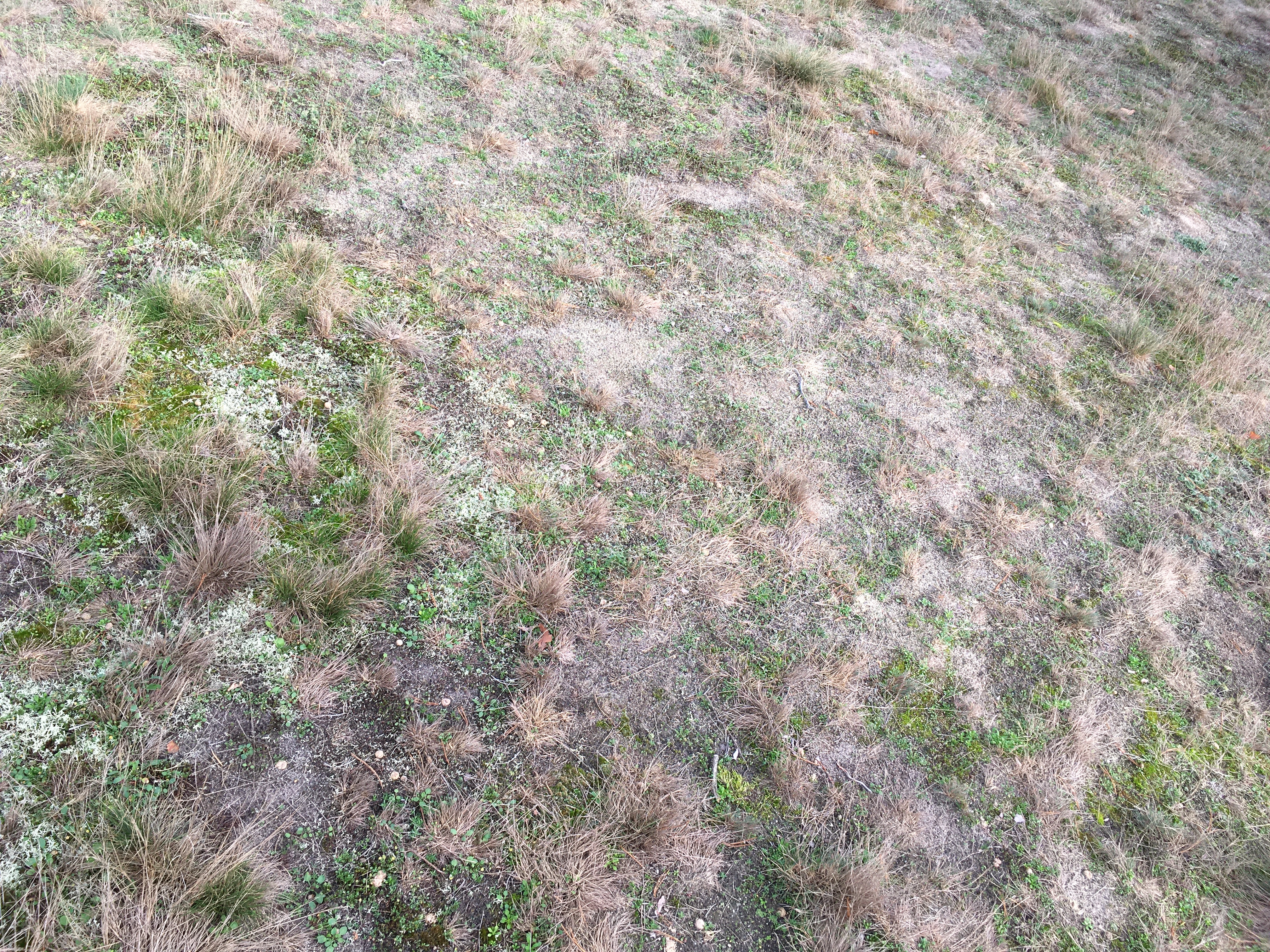
Associatie van buntgras en heidespurrie
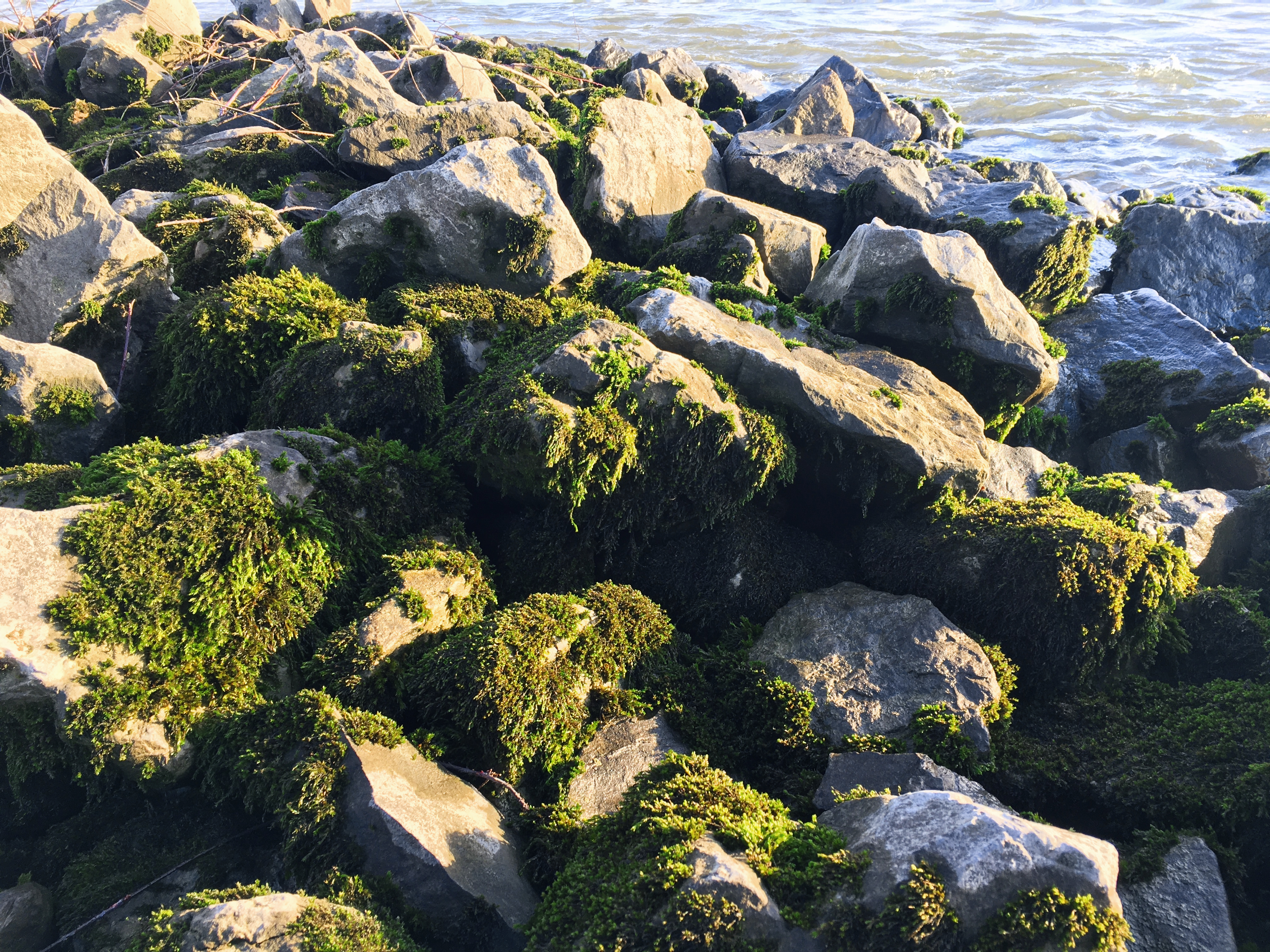
Kribbenmos-associatie
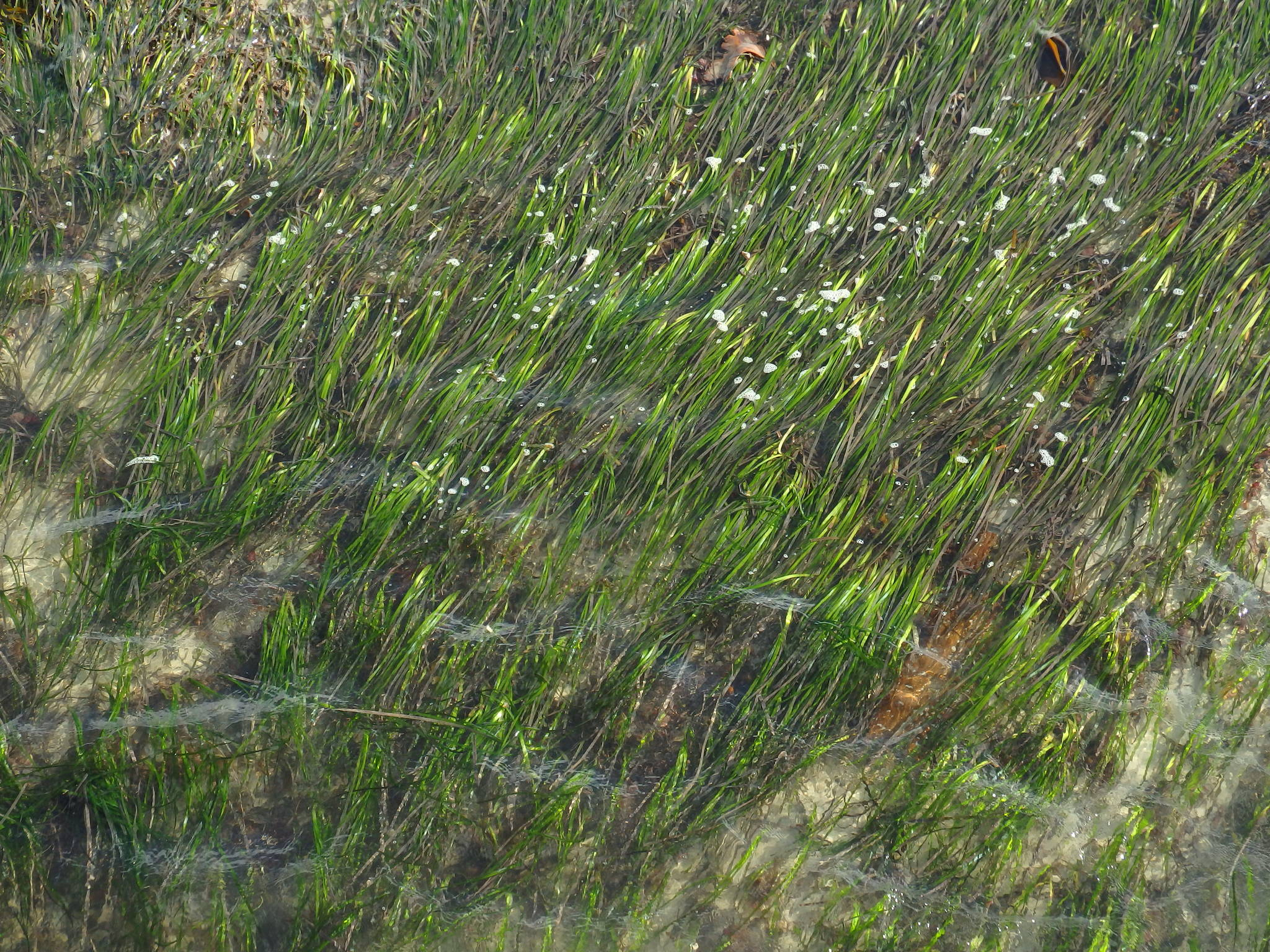
Associatie van groot zeegras
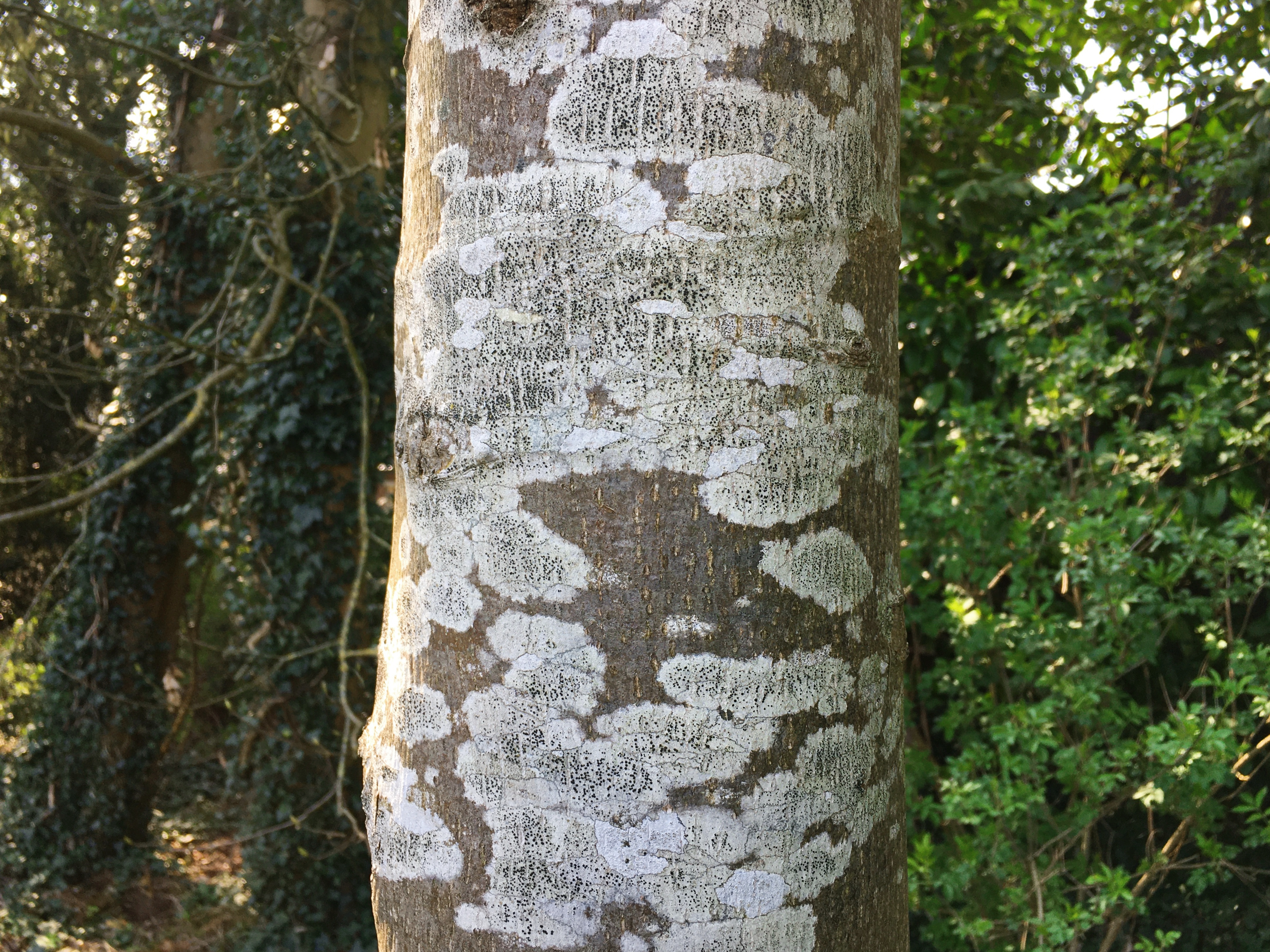
Associatie van melige schotelkorst
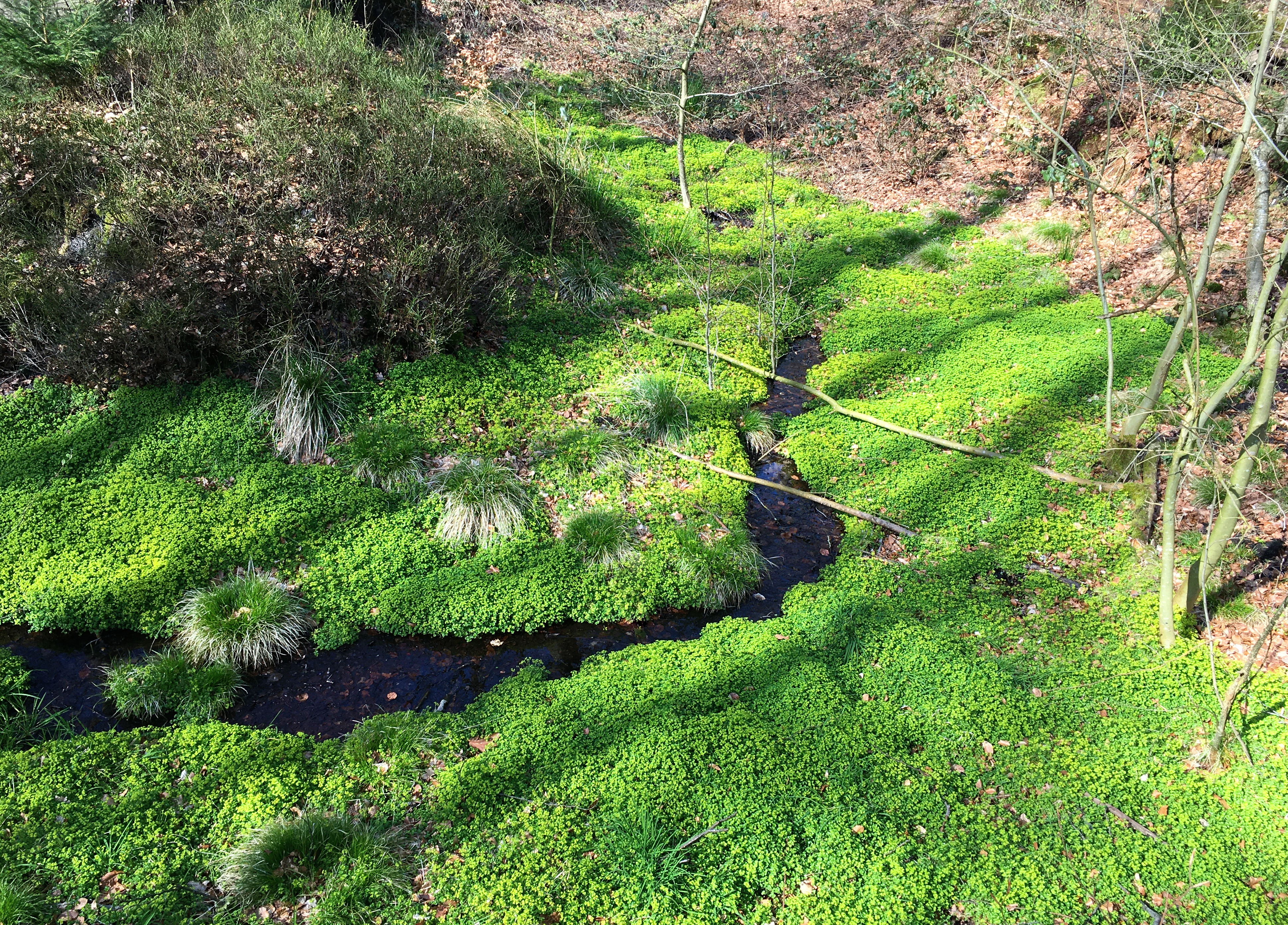
De associatie van paarbladig goudveil, een pionierclimax